# Имени Ленина (Кривой Рог)
Имени Ленина — жилой массив в южной части Терновского района Кривого Рога.

## История
Заложен в конце 1880-х годов как горняцкий посёлок на землях помещика И. Н. Харина. Застраивался хаотично, состоял из бараков и землянок, где проживали семьи горняков окрестных рудников.
Развитие получил в 1930-х и 1950—1970-х годах.

## Характеристика
Площадь 298,2 га. Имеет 28 улиц, где проживает 24 тысячи человек. Существует массивная социально-бытовая структура.